# Товариство колекціонерів різдвяних віньєток та благодійних марок
Товариство колекціонерів різдвяних віньєток та благодійних марок (англ. Christmas Seal & Charity Stamp Society; скорочено CS&CSS) — неприбуткова філателістична організація, що колекціонує різдвяні віньєтки, благодійні віньєтки, віньєтки для збору коштів, поштово-благодійні марки або напівпоштові марки, частина вартості яких іде на благодійність. Товариство заснував 1931 року В. Л. Кінкед (W. L. Kinkead), колекціонер марок та президент Ліги боротьби з туберкульозом Нью-Джерсі.

## Організація
Товариство колекціонерів різдвяних віньєток і благодійних марок, що налічує понад 350 членів по всьому світу, є неприбутковою організацією з обраною радою, президентом і секретарем/скарбником: усі посади займаються на громадських засадах. Товариство афілійоване з Американським філателістським товариством.

## Каталоги
Товариство колекціонерів різдвяних віньєток та благодійних марок почало публікувати каталоги для колекціонерів 1936 року, коли один із його засновників Дік Грін (Dick Green) уклав каталог Ґріна, який залишається настільною книгою колекціонерів різдвяних віньєток США та інших країн світу. Ще одним з перших авторів філателістичних видань Товариства колекціонерів різдвяних віньєток і благодійних марок був Рей Мосбо (Ray Mosbaugh), який уклав каталоги віньєток Червоного Хреста всього світу і віньєток для збору коштів США, випущених з іншою метою ніж боротьба з туберкульозом, відомі як All Fund Catalog (Каталог усіх фондів). Цей каталог розділено на 10 розділів, в яких перераховані сотні товариств, які випускали віньєтки для збору коштів, таких як Easter Seals (US), Boys Town, зазначені в розділі «Catholic» (Католицькі організації), Національна федерація дикої природи, зазначена в розділі «Pets, Plants, and Wildlife» («Домашні тварини, рослини та дика природа»), та Національна асоціація сприяння прогресу кольорового населення, зазначена в етнічному розділі.

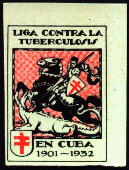

## Діяльність
Товариство колекціонерів різдвяних віньєток та благодійних марок засновано для просування та вдосконалення хобі колекціонування різдвяних віньєток, його членам рекомендують складати та редагувати спеціалізовані каталоги. Члени Товариства виставляють свої колекції, що охоплюють весь спектр віньєток для збору коштів, віньєток різних кампаній та непоштових марок на філателістичних виставках. 2009 року Товариство колекціонерів різдвяних віньєток та благодійних марок заснувало премію імені Емілі Бісселл (Emily Bissell Award) за найкращий конкурсний експонат у класі різдвяних віньєток. Його учасники зустрічаються на національних та міжнародних філателістичних виставках, де демонструються їхні колекції та публікації, а освітні матеріали поширюються на стендах товариства. Статті та інформація розповсюджуються через їхній відзначений нагородами щоквартальний журнал «Seal News», у якому є аукціон Товариства, на якому члени Товариства можуть купувати та продавати дублікати зі своєї колекції.